# Kari Seitz
Kari Seitz (2 novembre 1970) è un arbitro di calcio statunitense.

## Biografia
Ha partecipato quattro volte alla FIFA Women's World Cup: 1999, 2003, 2007 e 2011.